# Stahlianthus pedicellatus
Stahlianthus pedicellatus är en enhjärtbladig växtart som beskrevs av Chaveer. och Mokkamul. Stahlianthus pedicellatus ingår i släktet Stahlianthus och familjen Zingiberaceae.
Artens utbredningsområde är Thailand. Inga underarter finns listade i Catalogue of Life.